# Sofia Rotaru
Sofia Mihailovna Evdokimenko-Rotaru (bolj znana kot Sofia Rotaru), ukrajinska pevka, plesalka in igralka, * 7. avgust 1947, Marshintsy, Ukrajina.
Poleg nastopanja se ukvarja tudi s filmsko in z glasbeno produkcijo, modnim oblikovanjem in podjetništvom.